# Bases Autònomes
Les Bases Autònomes (en castellà: Bases Autónomas, BB.AA.) van ser una organització d'extrema dreta d'Espanya. L'organització va ser fundada a Madrid en 1983, sota el nom inicial de Confederació Nacional Revolucionària de Bases Autònomes; etiquetada ideològicament com a «anarco-nazi», neofeixista, «anarcofascista» i neonazi, va articular un missatge nacionalista en oposició a la immigració extracomunitària. El grup, que no comptava amb una estructura jeràrquica clara, afirmava ser de «la Tercera posició». Entre les seves activitats s'explicava el graffiti, el vandalisme i els atacs contra minories ètniques, i la difusió dels periòdics clandestins Cirrosis i A por ellos!.
Les forces policials van fer un seguiment del grup després de l'assassinat de Josu Muguruza l'any 1989. En 1995 van ser detinguts tres membres del grup sospitosos de l'assassinat de Ricardo Rodríguez García a Costa Polvoranca, Alcorcón.